# رونالدو راولو
رولاندو راولو (انگلیسی: Rolando Ravello؛ زاده ۴ ژوئن ۱۹۶۹) بازیگر، کارگردان و فیلمنامه‌نویس ایتالیایی است.

## زندگی و شغل
راولو در متولد رم شد و در سن جوانی یک گروه کمدی با مانوئلا مورابیتو و رناتو جوردانو تأسیس کرد بعداً او در برخی از دوره‌های بازیگری شرکت کرد و در چندین تئاتر کوچک در زادگاهش اجرا کرد. راولو در سال ۱۹۹۵ نقش اصلی وینچنزو در فیلم داستان یک جوان فقیر را ایفا کرد. او در سال ۲۰۰۱ اولین کارگردانی خود را با فیلم کوتاه La Colla انجام داد. فیلم سینمایی Tutti Contro tutti او در سال ۲۰۱۳ برای بهترین فیلم کمدی نامزد روبان نقره ای شد.

## فیلم‌شناسی
- داستان یک جوان فقیر (۱۹۹۵)
- ویولا (۱۹۹۸)
- شام (۱۹۹۸)
- تقریباً آبی (۲۰۰۰)
- مسابقه ناعادلانه (۲۰۰۱)
- پاپ خوب: پاپ جان XXIII (۲۰۰۳)
- دوزخ زیرین(۲۰۰۳)
- محدودیت‌های شهری (۲۰۰۴)
- ایل پیراتا: مارکو پانتانی (۲۰۰۷)
- قانون تعادل (۲۰۱۲)
- پاینده‌باد ایتالیا (۲۰۱۲)
- دیاز- این خون را تمیز نکنید (۲۰۱۲)
- آیا تا به حال به ماه رسیده‌اید؟ (۲۰۱۵)

### کارگردان
- Tutti contro tutti (۲۰۱۳)
- آیا من را به یاد دارید؟ (۲۰۱۴)